# Cruzeiro Porto Velho
Cruzeiro Esporte Clube – brazylijski klub piłkarski z siedzibą w mieście Porto Velho, stolicy stanu Rondônia.

## Osiągnięcia
- Półfinał Copa Norte: 1999

## Historia
Cruzeiro nigdy nie zdobył mistrzostwa stanu Rondônia. Obecnie gra w drugiej lidze mistrzostw stanowych (Campeonato Rondoniense). Ostatni raz klub grał w pierwszej lidze stanowej w 2004 roku.